# Drino mayneana
Drino mayneana là một loài ruồi trong họ Tachinidae.